# Monocalciumcitrat
Monocalciumcitrat ist ein Calciumsalz der Zitronensäure. Es wird als Festigungsmittel in Lebensmitteln, als Säureregulator, Schmelzsalz und Komplexbildner verwendet. Die E-Nummer E333 bezeichnet gesammelt die Citrate Monocalciumcitrat, Dicalciumcitrat und Tricalciumcitrat.
In der Europäischen Union ist Monocalciumcitrat gemäß Verordnung (EG) Nr. 1333/2008 als Lebensmittelzusatzstoff zugelassen.

## Synthese
Die Synthese erfolgt durch Mischen von pulverförmigen Calciumcarbonat mit einem Überschuss wasserfreier Zitronensäure und anschließender Zugabe von Wasser. Statt Calciumcarbonat kann auch Calciumhydroxid oder Calciumoxid verwendet werden.